# Siège de Thessalonique (1185)
Pour les articles homonymes, voir Siège de Thessalonique.
 (signalé en mai 2025).
Si vous disposez d'ouvrages ou d'articles de référence ou si vous connaissez des sites web de qualité traitant du thème abordé ici, merci de compléter l'article en donnant les références utiles à sa vérifiabilité et en les liant à la section « Notes et références ».
- Archive Wikiwix
- Bing
- Cairn
- DuckDuckGo
- E. Universalis
- Gallica
- Google
- G. Books
- G. News
- G. Scholar
- Persée
- Qwant
- (zh) Baidu
- (ru) Yandex
- (wd) trouver des œuvres sur Wikidata

Guerres byzantino-normandes
Batailles
- Cannes (1018)
- Olivento (1041)
- Montemaggiore (1041)
- Montepeloso (1041)
- Bari (1068-1071)
- Dyrrachium (1081)
- Larissa (1083)
- Dyrrachium (1107-1108)
- Brindisi (1156)
- Thessalonique (1185)
- Démétritzès (1185)

Le siège de Thessalonique de 1185 désigne le siège et la prise de la ville par les Normands du royaume de Sicile au détriment de l'Empire byzantin, alors dirigé par Andronic Ier Comnène. L'événement est suivi d'un pillage de grande ampleur de la deuxième ville de l'Empire et contribue à affaiblir la position d'Andronic, alors vivement contesté et finalement renversé un mois plus tard. L'arrivée d'un nouvel empereur, en la personne d'Isaac II Ange, permet une réaction byzantine et la défaite finale des Normands quelques mois plus tard.

## Contexte
Depuis l'établissement d'un royaume normand en Italie du Sud, au détriment des possessions byzantines dans la péninsule, les différents souverains ont des vues sur Constantinople. Dès 1081, Robert Guiscard franchit la mer Adriatique mais est finalement vaincu par Alexis Ier Comnène. À la fin du XIIe siècle, la mort de Manuel Ier Comnène laisse l'Empire byzantin dans une situation paradoxale. L'Empire est alors puissant, ses frontières progressivement étendues par les trois empereurs de la dynastie des Comnènes après les troubles du XIe siècle. Néanmoins, la stabilité interne reste fragile et le successeur de Manuel, Alexis II Comnène, n'est qu'un jeune adolescent incapable de régner. La régence, principalement assurée par Alexis Comnène le Protosébaste, se révèle impopulaire, fustigée par ses relations avec les Latins dont l'immixtion grandissante dans les affaires impériales est mal perçue. Après plusieurs conspirations, Andronic Comnène, un parent de Manuel, se soulève et vainc le régent en 1182. La prise de Constantinople s'accompagne d'un massacre des Latins présents dans la ville, principalement des marchands italiens et inaugure un règne de violence. Incapable d'assurer sa légitimité, Andronic se lance dans une politique de répression massive, principalement tournée vers sa propre famille et l'aristocratie dominante. Plusieurs hauts dignitaires se réfugient chez les voisins de l'Empire, notamment à la cour de Guillaume II de Sicile. 
Le souverain normand voit dans les déboires internes de l'Empire byzantin une occasion à saisir pour étendre son influence. Il prend le parti d'un exilé, Alexis Comnène dit l'Echanson, pour intervenir. Dans le même temps, il marie sa tante Constance de Hauteville avec Henri, le successeur désigné de Frédéric Barberousse du Saint-Empire romain germanique, un rival traditionnel de l'Empire byzantin. Après des préparatifs qui s'étalent sur plusieurs mois, il traverse la mer Adriatique au printemps en direction de Dyrrachium, le grand port byzantin de l'Adriatique. En face, Andronic a envoyé Jean Branas assurer la défense mais il échoue dans cette tâche. La popularité d'Andronic dans la cité semble faible et la population préfère livrer la ville que de la défendre. Les Normands disposent alors d'une tête de pont et envoient leur flotte contourner la Grèce pour se diriger vers Thessalonique, la deuxième cité de l'Empire et verrou clé sur la route de Constantinople. Andronic ne dispose alors pas de flotte à opposer à son adversaire. Sur terre, il décide de laisser Guillaume s'enfoncer et s'épuiser dans le siège des places fortes placées sur son chemin pour ensuite le vaincre. Néanmoins, sa stratégie est contrecarrée par deux éléments. D'abord, sa popularité de plus en plus faible en raison de cette invasion et de sa répression sanglante et sa méfiance atavique envers les grands généraux qui l'incite à diviser le commandement plutôt que de confier l'armée à un seul chef qui serait alors tenter de l'utiliser pour renverser Andronic. 

## Siège
Le 6 août 1185, les Normands arrivent par la terre et se positionnent du côté ouest, suivis par la marine le 15 août qui débarque du côté est. C'est de ce côté que l'offensive est la plus vigoureuse avec l'utilisation d'engins de siège et d'entreprises de minage des fondations des remparts. La défense est assurée par des mercenaires, des Alains et des Géorgiens notamment, ainsi que par les habitants de la ville, y compris les femmes. Le souci principal réside dans la personnalité de David Comnène, envoyé par Andronic pour assurer la défense. Il se montre incompétent dans cette mission, n'ayant pas restauré les murailles et ne se préoccupant pas d'accumuler des vivres pour soutenir un siège. En outre, craignant peut-être d'attiser la fureur d'Andronic s'il montre des signes de fébrilité, il lui assure que la ville est prête au combat, ne suscitant donc pas l'arrivée rapide de renforts. Il refuse aussi d'autoriser des sorties de la part de ses hommes pourtant volontaires.
Dans le même temps, les différentes troupes byzantines restent à l'écart de la ville. Andronic leur demande de ne pas engager l'ennemi dans une bataille rangée mais de le harceler, persuadé que la ville tient bon. Nicéphore Choumnos, l'un des généraux, parvient néanmoins à s'approcher de la ville, incitant David Comnène à autoriser une sortie. Pris sur deux fronts, les Normands semblent mis en difficulté mais parviennent à repousser les Byzantins.
Au sein même de la ville, des éléments entrent en contact avec les Normands. Un Grec du nom de Théophane Probatès qui a guidé les Normands depuis Dyrrachium est vu à l'intérieur de la cité, peut-être en contact avec des habitants pour négocier l'ouverture des portes. Des mercenaires allemands menacent aussi d'abandonner Thessalonique et auraient pris contact avec les Normands. Finalement, le 24 août, l'assaut final intervient face à une garnison démoralisée et après que des opérations de minage ont fragilisé le rempart est. La défense s'effondre, David se réfugie dans l'acropole où la population tente de se masser. Finalement, il ne tarde pas à capituler et c'est toute la ville qui tombe aux mains des Normands.

## Conséquences
La prise de la ville s'accompagne d'exactions contre la population par les Normands. Pour Andronic, elle sonne le glas de son règne. Incapable de maintenir l'unité de son Empire, tant face aux révoltes internes que face aux menaces étrangères, il est renversé le 12 septembre par une révolte spontanée après qu'il a essayé d'éliminer Isaac Ange. Celui-ci se retrouve propulsé à la tête de l'Empire et nomme Alexis Branas, un général d'expérience, à la tête de l'armée byzantine qui inflige un lourd revers aux Normands, contraints de rembarquer pour l'Italie. 